# Палац Гішама
Палац Гішама (араб. قصر هشام), також відомий як "Хірбет аль Мафджар" (араб. خربة المفجر), є важливим раннім ісламським археологічним об’єктом у місті Єрихон на Західному березі річки Йордан. Побудований династією Омейядів у першій половині VIII століття, це один із так званих пустельних замків Омейядів.
Він розташований в 3 км на північ від центру міста Єрихон,  у зоні, яка керується Палестинською національною адміністрацією (PNA).
Охоплюючи 60 га,  ділянка складається з трьох основних частин: палацу, вишукано прикрашеного банного комплексу та сільськогосподарської садиби. 
Також із замком пов'язані сади, які простягаються на схід. Весь комплекс - палац, лазні та угіддя - був з'єднаний складною системою водопостачання, які передавали воду з джерел, розташованих неподалік.

## Історія розкопок
Місце було відкрито в 1873 році.
Північний район пам’ятки був помічений, але не розкопаний у 1894 році Ф. Дж. Бліссом, але основним джерелом археологічної інформації є розкопки палестинського археолога Димитрія Барамкі між 1934 і 1948 роками.  У 1959 році колега Барамкі, колоніальний адміністратор британського мандатного уряду Роберт Гамільтон, опублікував основну роботу про палац Гішама «Хірбет аль-Мафджар: арабський особняк у Йорданській долині». 
Багато знахідок, отриманих під час розкопок Барамкі та Гамільтона, зараз зберігаються в Археологічному музеї Рокфеллера в Східному Єрусалимі.
У 1996 році у співпраці з ЮНЕСКО розпочато програму реставрації та реабілітації. Це призвело до створення оновленої топографічної карти та генерального плану, який зосереджувався на реставрації мозаїки сирдабу (малої ванни).
У 2006 році провели нові розкопки під керівництвом доктора Хамдана Тага з Міністерства туризму та старожитностей Палестинської національної адміністрації. Поточні дослідження проводяться проєктом Jericho Mafjar, який є проєктом співпраці між міністерством і археологами з Чиказького університету.
У 2015 році підписано угоду між Міністерством туризму і старожитностей Палестини та Японським агентством міжнародного співробітництва - мозаїка в палаці, одна з найбільших у світі, буде розкрита та підготовлена до показу. 

## Історія
Важко встановити, який саме халіф збудував цей палац. Жодне текстове джерело не згадує це місце, а археологічні розкопки є єдиним джерелом додаткової інформації. 
Під час розкопок Барамкі знайдено остракон із ім'ям «Гішам». Це інтерпретовано як доказ будівництва цього місця під час правління халіфа Гішама ібн Абд аль-Маліка. 
Пізніше Роберт Гамільтон стверджував, що палац був резиденцією халіфа аль-Валіда ібн Язіда, племінника Гішама.  
Археологічно точно встановлено, що цей палац зведено зусиллями династії Омейядів у першій половині VIII ст.

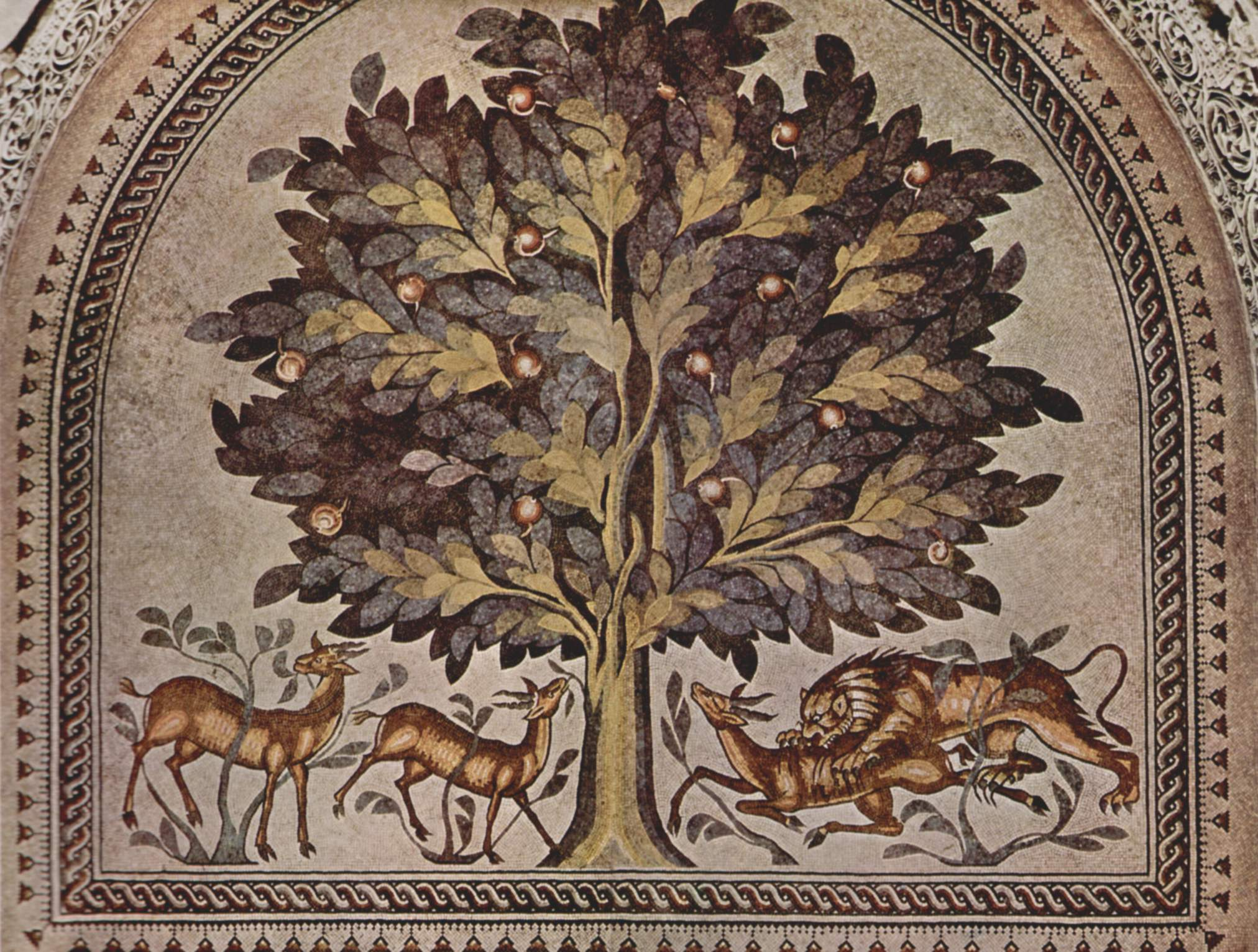
Мозаїка «Дерево життя» в глядацькій кімнаті лазні.

Як місце археологічних розкопок, палац Гішама належить до категорії пустельних замків. 
Це колекція пам’ятників доби династії Омейядів, знайдених у Сирії, Йорданії, Палестині. Хоча існують великі відмінності у розмірі, розташуванні та гіпотетичному призначенні цих різних місць, вони можуть бути пов’язані з діячами правлячої родини Омейядів.  
Деякі замки в пустелі, наприклад, Каср-Халлабат або Каср-Бурку, представляють ісламські поселення ранніх римських або гасанідських споруд. Інші місця, такі як Кастал, Каср-ель-Азрак або Аль Муваккар, пов’язані з торговими шляхами та дефіцитними водними ресурсами. За кількома винятками пустельні замки відповідають загальному шаблону, що складається з квадратного палацу, схожого на римські форти, лазні, водосховища або греблі, а також часто сільськогосподарського огородження. 
Вважається, що це місце було зруйноване під час землетрусу 749 року , потім воно було покинуте, але аналіз детального звіту Барамкі показує, що це невірно. 
Натомість написи на кераміці вказують на те, що тут жили і протягом періоду Айюбідів і Мамелюків, зі значною фазою між 900 і 1000 роками під час періодів Аббасидів і Фатімідів.  
Подальші розкопки, безсумнівно, сприятимуть більш детальній картині подальшого використання місця в різні періоди. Геологічні дослідження цього місця в 2013 р. показали, що палац був зруйнований пізнішим землетрусом 1033 р.  Докази розломів і пошкоджень відповідали більш сильному землетрусу, ніж землетрус 749 р. 

## Архітектура
Палац, банний комплекс і зовнішня мечеть огороджені підпірною стіною. 
Південні ворота стали відомі завдяки розкопкам Барамкі, але нещодавнє відкриття північних воріт вказує на те, що проєкт палацу Гішама був задуманий як цілісна одиниця, яка повинна бути побудована відразу. 

### Палац

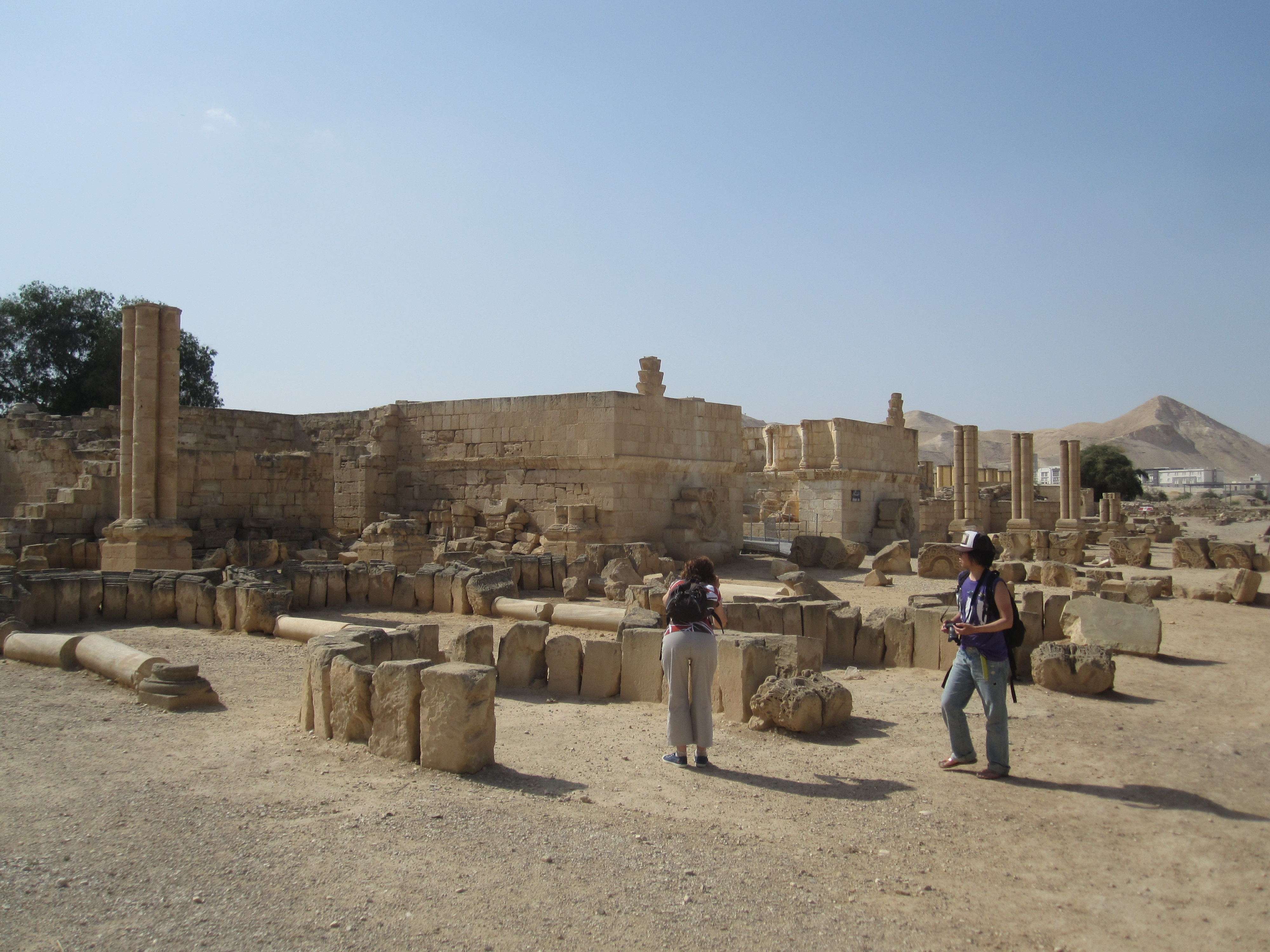
Вхід до палацу

Найбільшою будівлею на місці є палац, квадратна будівля з круглими вежами по кутах. Спочатку він мав два поверхи. Вхід був через ворота в центрі східної сторони. 
Внутрішні приміщення були розташовані навколо центрального вимощеного портика (рівак), який містив підземний льох (підвал; в інших місцях також підземний коридор або тунель) для захисту від спеки. Приміщення на південь від портика являло собою мечеть з міхрабом, вбудованим у зовнішню стіну. 

### Зовнішній павільйон і мечеть
У внутрішньому дворику на схід від палацово-банного комплексу знаходився павільйон із монументальним фонтаном. 
Друга, більша мечеть була розташована всередині комплексу, на північ від воріт палацу. 

### Банний комплекс
Банний комплекс розташований на північ від палацу на відкритій території. Східна сторона лазні мала декоративний вхід у центрі, фланкований екседрами. Уздовж більшої частини південної сторони головного квадратного залу розташований басейн. Внутрішня поверхня підлоги банного комплексу була вимощена мозаїчним декором. 
З північно-західного кута входили в спеціальну приймальню, або диван. Підлога в цій кімнаті вимощена знаменитою мозаїкою «Дерево життя», на якій зображені лев і газелі біля підніжжя дерева. 
Власне лазні були прибудовані до північної стіни комплексу та опалювалися знизу підлоги гіпокаустом. 

### Сільськогосподарська садиба
На північ від банного комплексу знаходяться руїни великої квадратної споруди, яка вочевидь пережила багато етапів повторного використання та реконструкції. 
Спочатку вважалося, що ця частина місця була караван-сараєм, але нещодавні розкопки показали, що вона пов’язана з сільськогосподарськими угіддями в періоди Омейядів і Аббасидів.

## Декоративні елементи
Декоративні елементи в палаці Гішама є одними з найкращих зображень мистецтва періоду Омейядів і добре задокументовані в публікаціях Роберта Гамільтона.

### Мозаїки
Підлога головного купального залу вкрита різнокольоровою геометричною мозаїкою  у центрі якої розташований великий калейдоскоп. Велика різноманітність геометричних малюнків покриває підлогу, які рідко повторюються. Кольори, які використовуються переважно синій, червоний, зелений, жовтий і оранжевий. 
Після багатьох років реставрації, фінансованої Японією, мозаїка займає 836 кв.м. Одну з найбільших підлогових мозаїк у світі, що містить понад п’ять мільйонів унікальних шматочків каменю з Палестини, представлено в жовтні 2021 року.
Ця підлогова мозаїка є однією з найбільших, що збереглися з часів стародавнього світу. 
Найвідомішою мозаїкою на цьому місці є мозаїка «Дерево життя» в дивані, або приватній кімнаті для аудієнцій, розташованій у північно-західному куті головного купального залу.  Півкругла мозаїка з бруківки зображує плодоносне дерево з двома газелями зліва та левом, який нападає на іншу газель з правого боку. 
Це популярний дизайн протягом всієї ісламської історії в таких місцях, як Північна Сирія та Трансйорданія, і був популярною темою для розмов, оскільки існують численні теорії, пов’язані з його значенням.  Одна з ідей полягає в тому, що мозаїка символізує мир, який приніс халіф своєю військовою доблестю. 
Інша ідея випливає з бордюру мозаїки, який нагадує китиці штори або штори. 
Під час періодів Омейядів, Аббасидів і Фатімідів судові звіти згадують, що халіфи сиділи за завісами, звідки вони з’являлися в певні моменти під час різних ритуалів. 
Усі мозаїки, знайдені в палаці Гішама, мають дуже високу якість і широкий вибір кольорів і фігурних мотивів.

### Різьблена ліпнина
Різьблена ліпнина також має виняткову якість. 
Також досить поширені геометричні та рослинні візерунки.
У той час як Гамільтон описав різьблення в палаці Хішама як аматорські та хаотичні, багато істориків мистецтва відзначили схожість з іранськими темами. 
Хана Тараган стверджувала, що мистецькі теми, які можна побачити на місці, є левантійськими прикладами ісламської візуальної мови влади, яка виникла під впливом Сасанідів в Іраку.  
Прісцилла Сучек також звернула увагу на представлення на сайті ісламського міфу про Соломона . 

### Фотогалерея

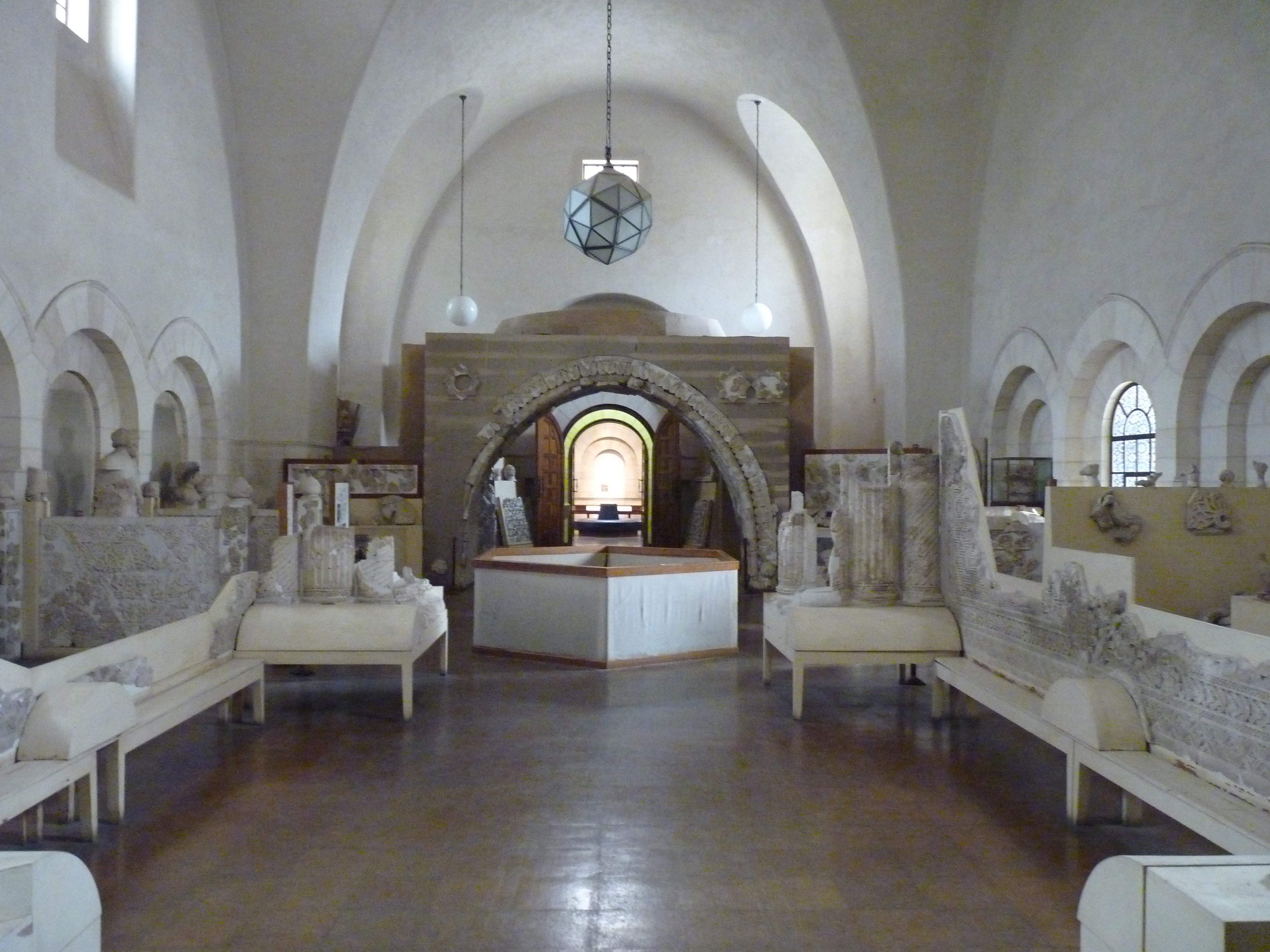
Декорації (переважно ліпнина), Музей Рокфеллера, Єрусалим
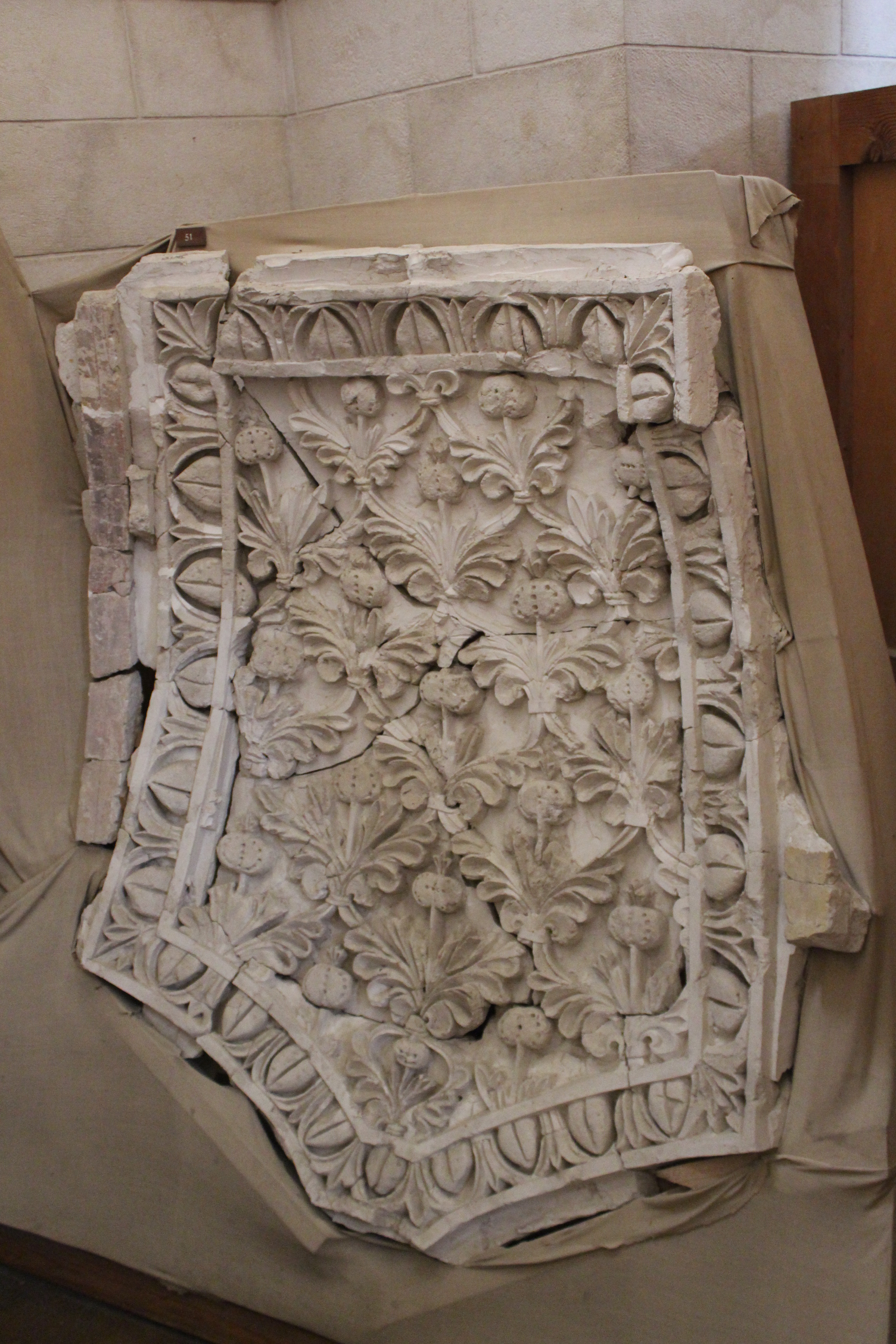
Панель
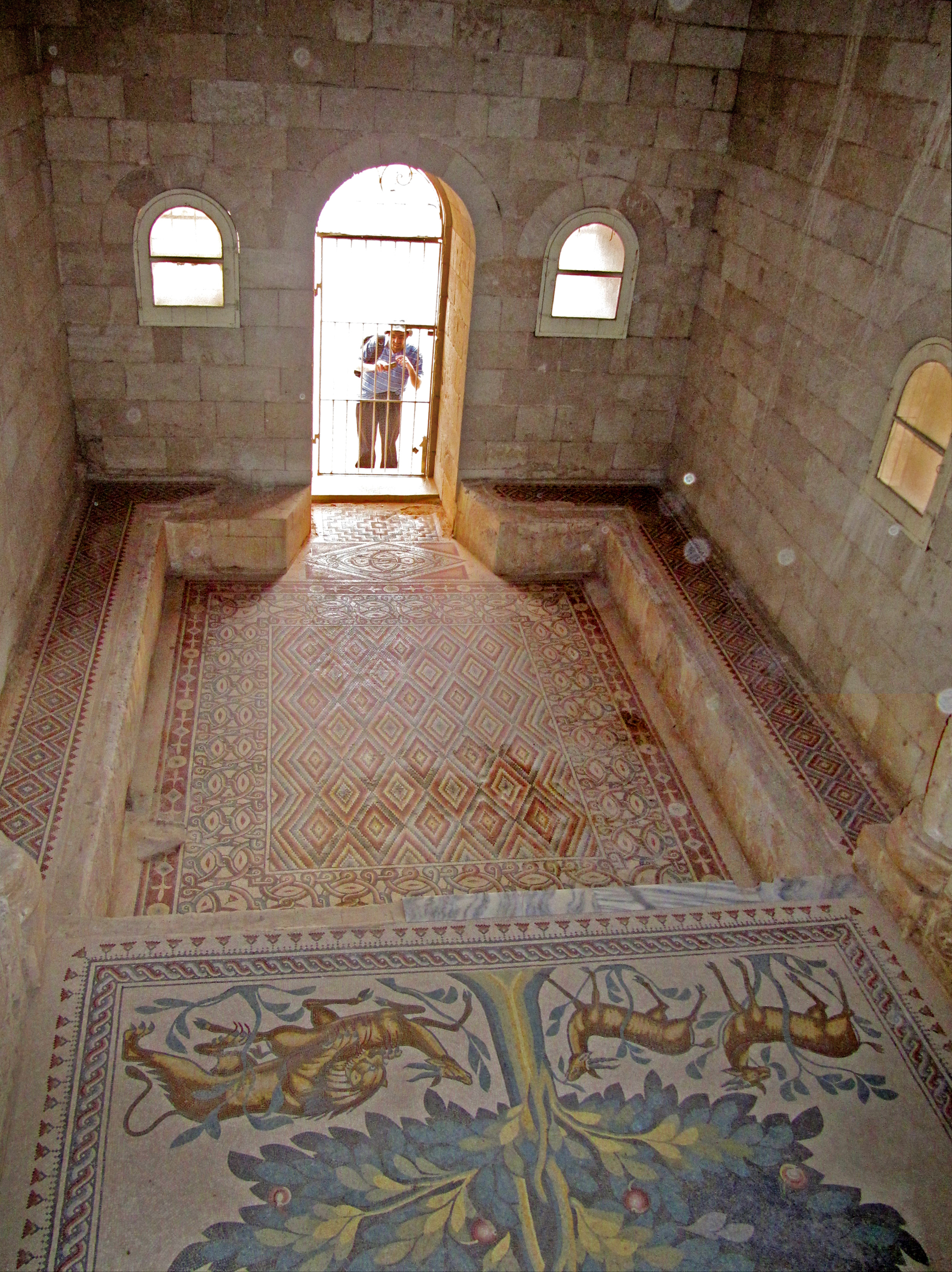
Мозаїка
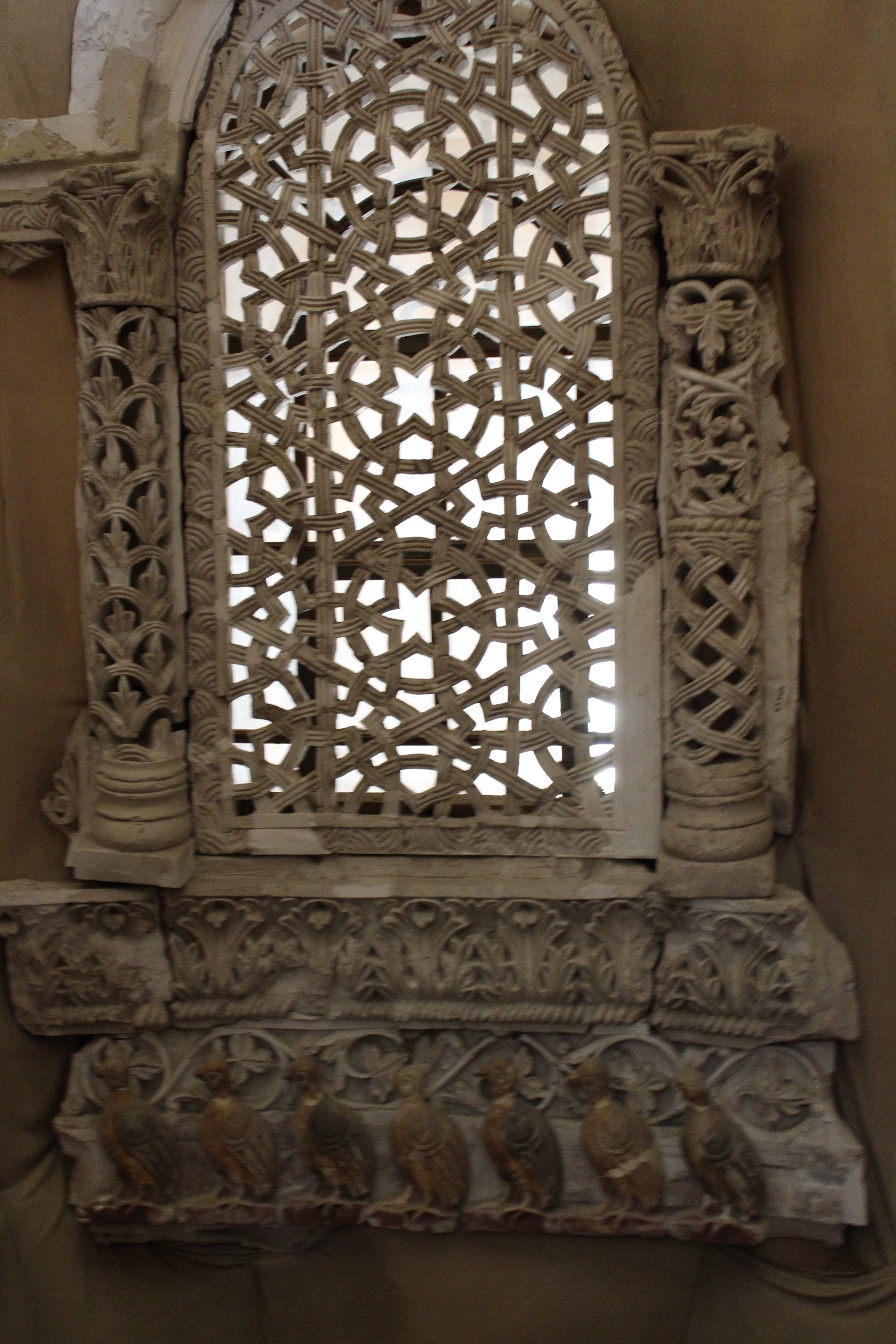
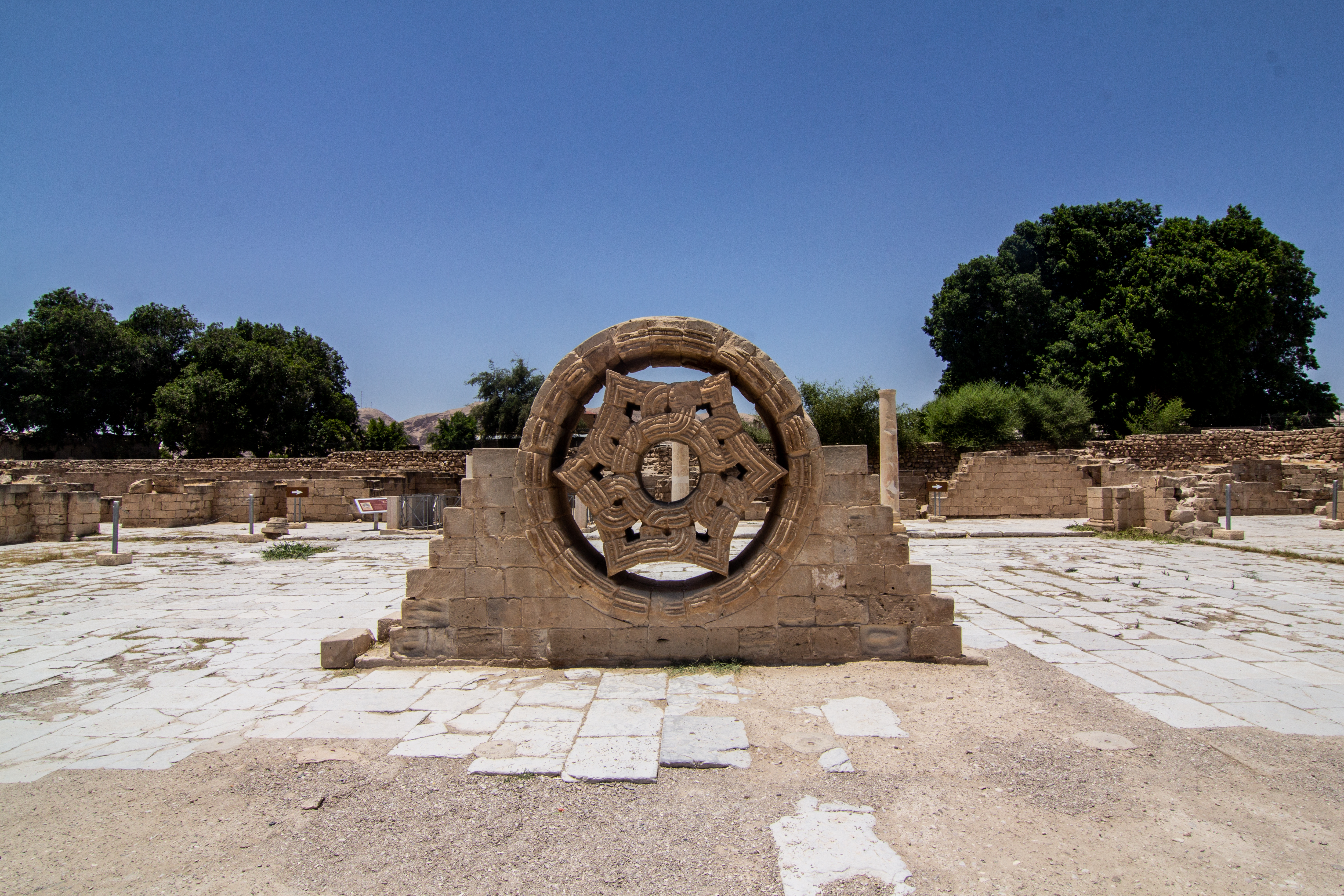
Декороване вікно з каменю
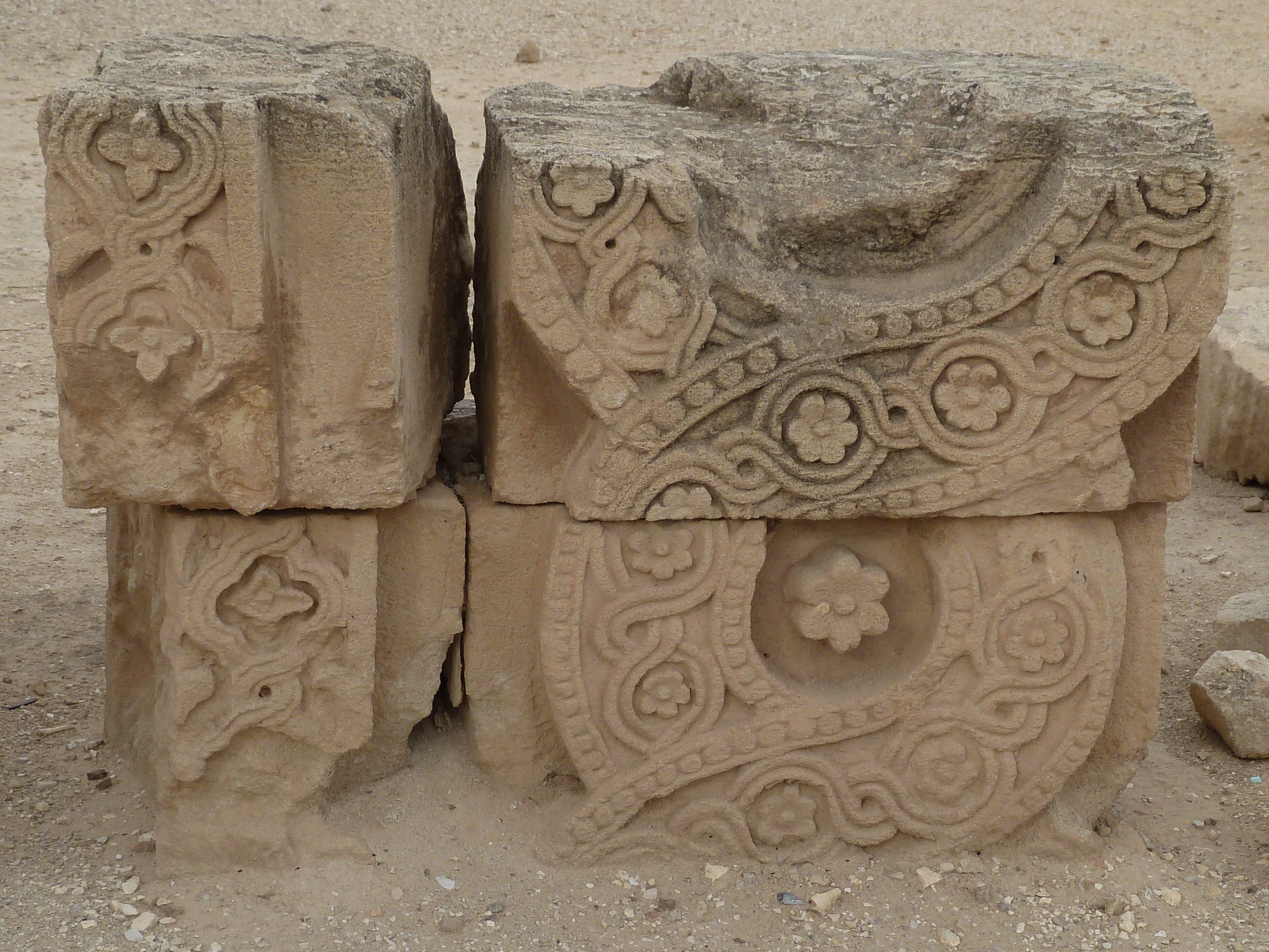
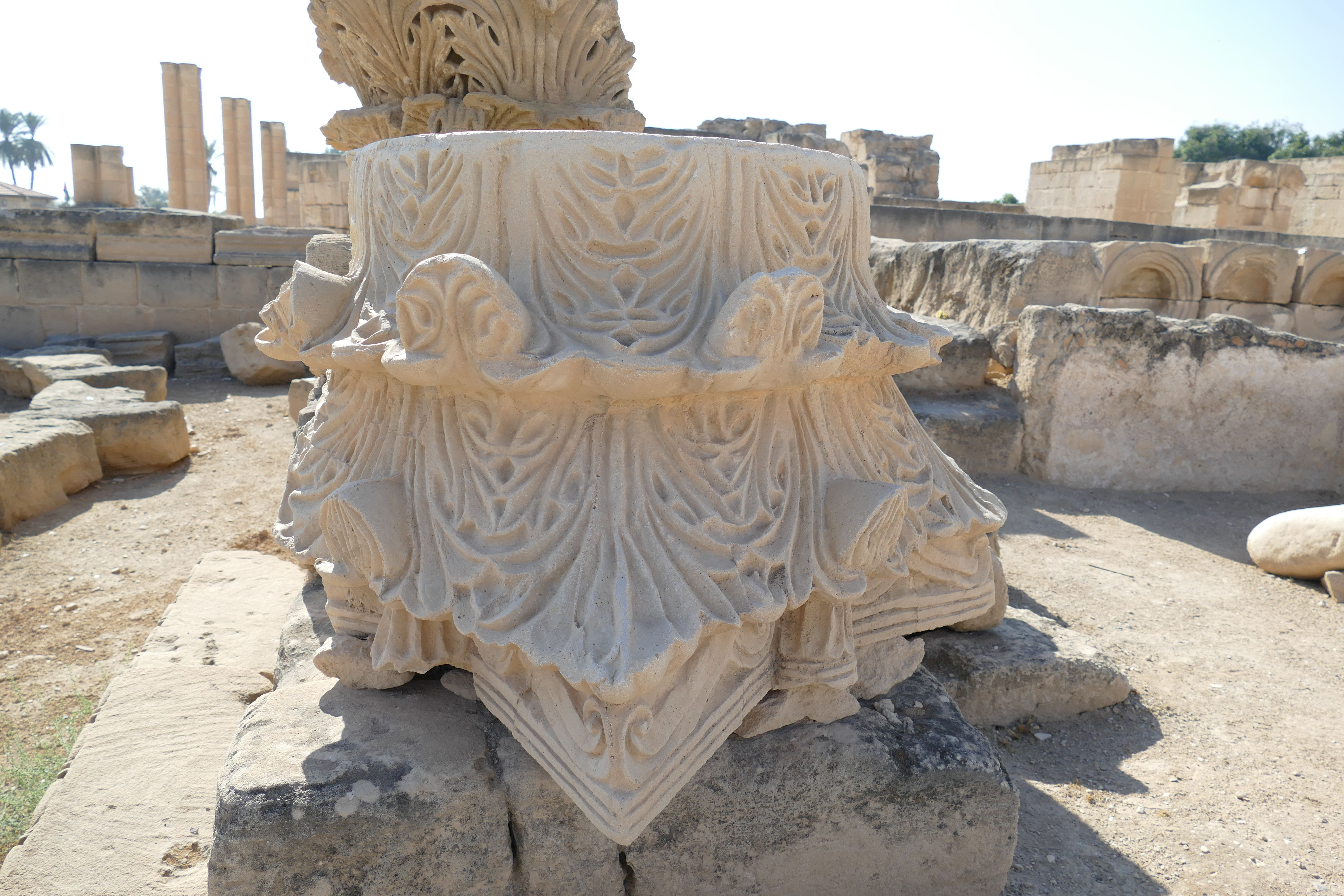
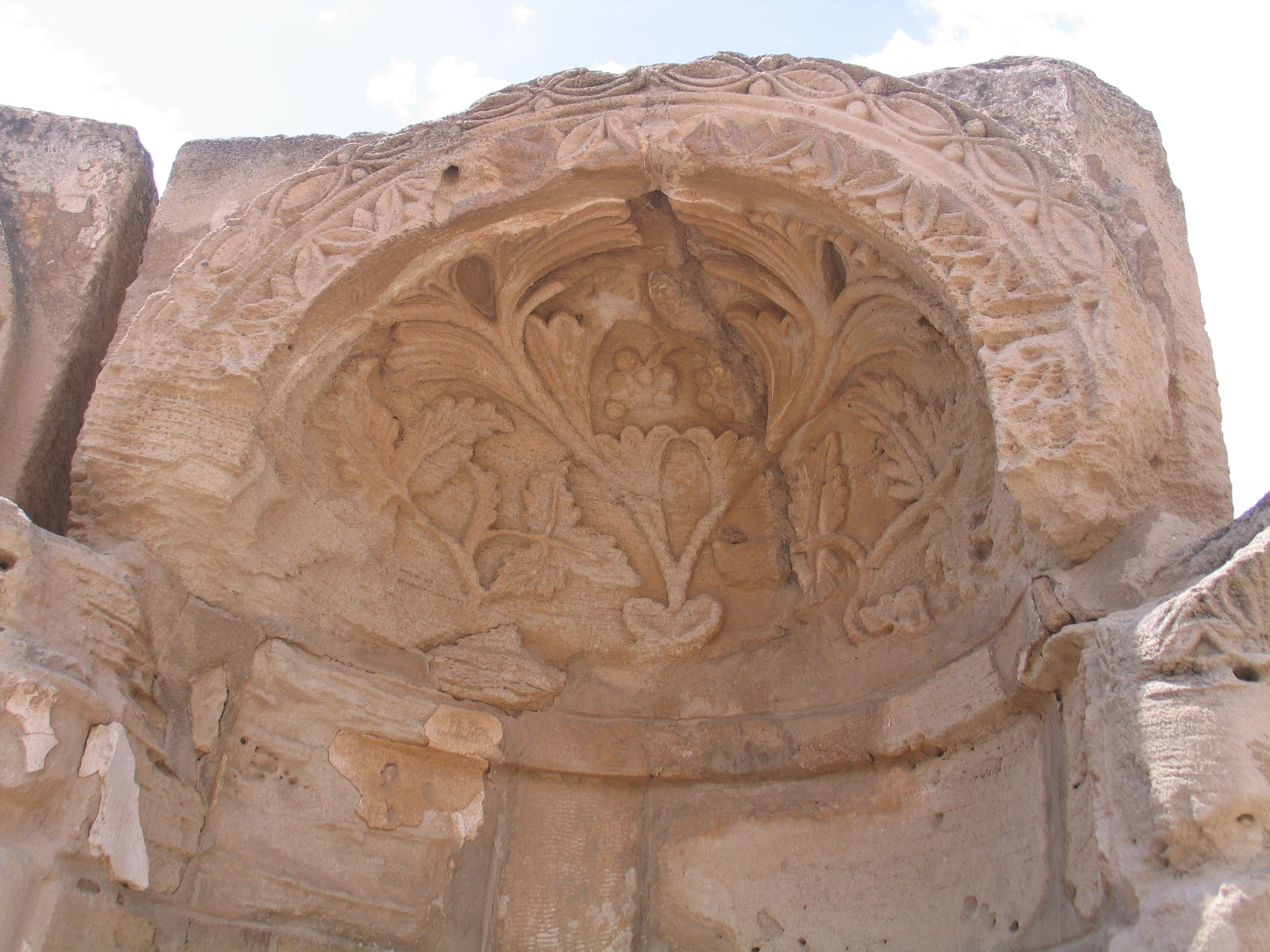
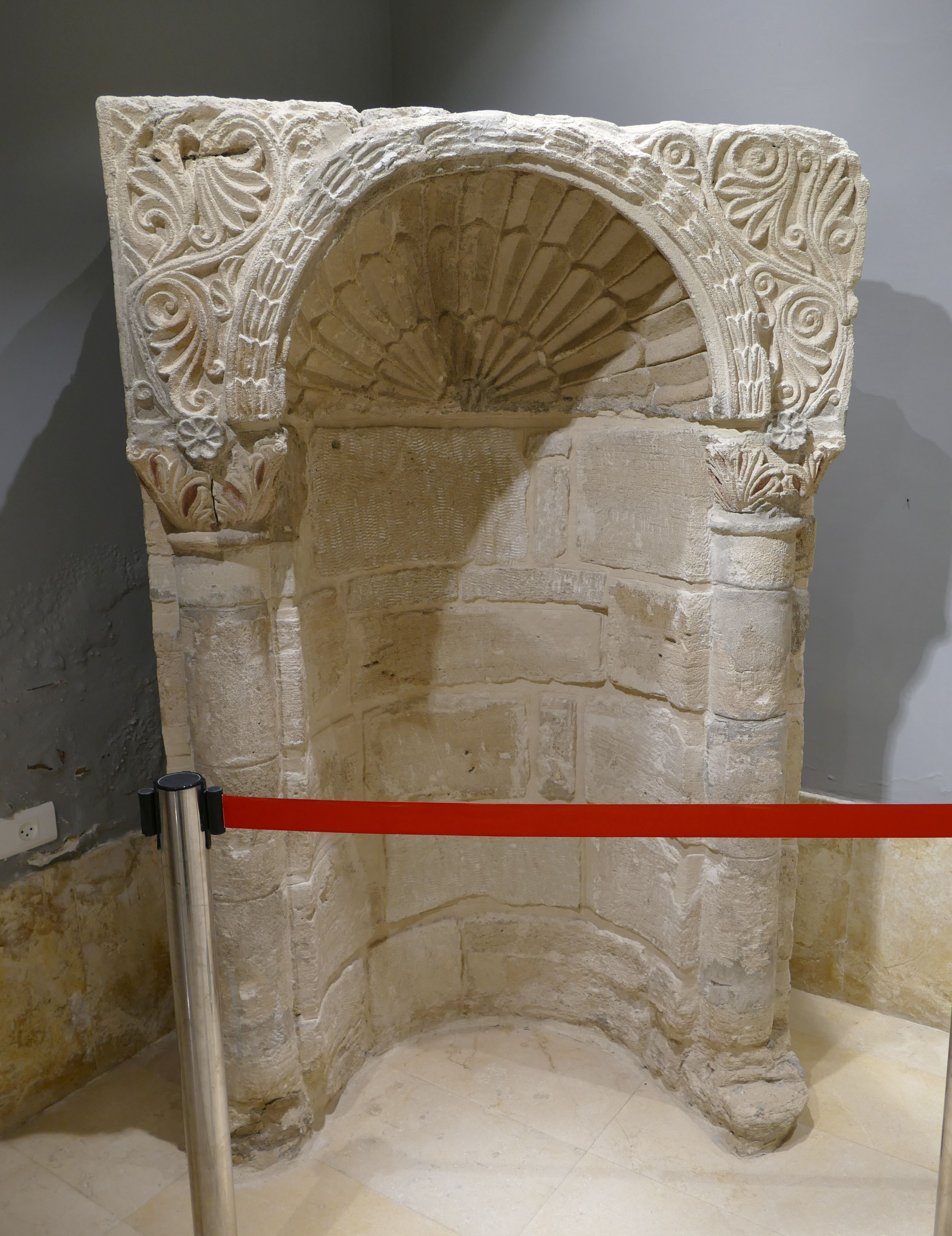
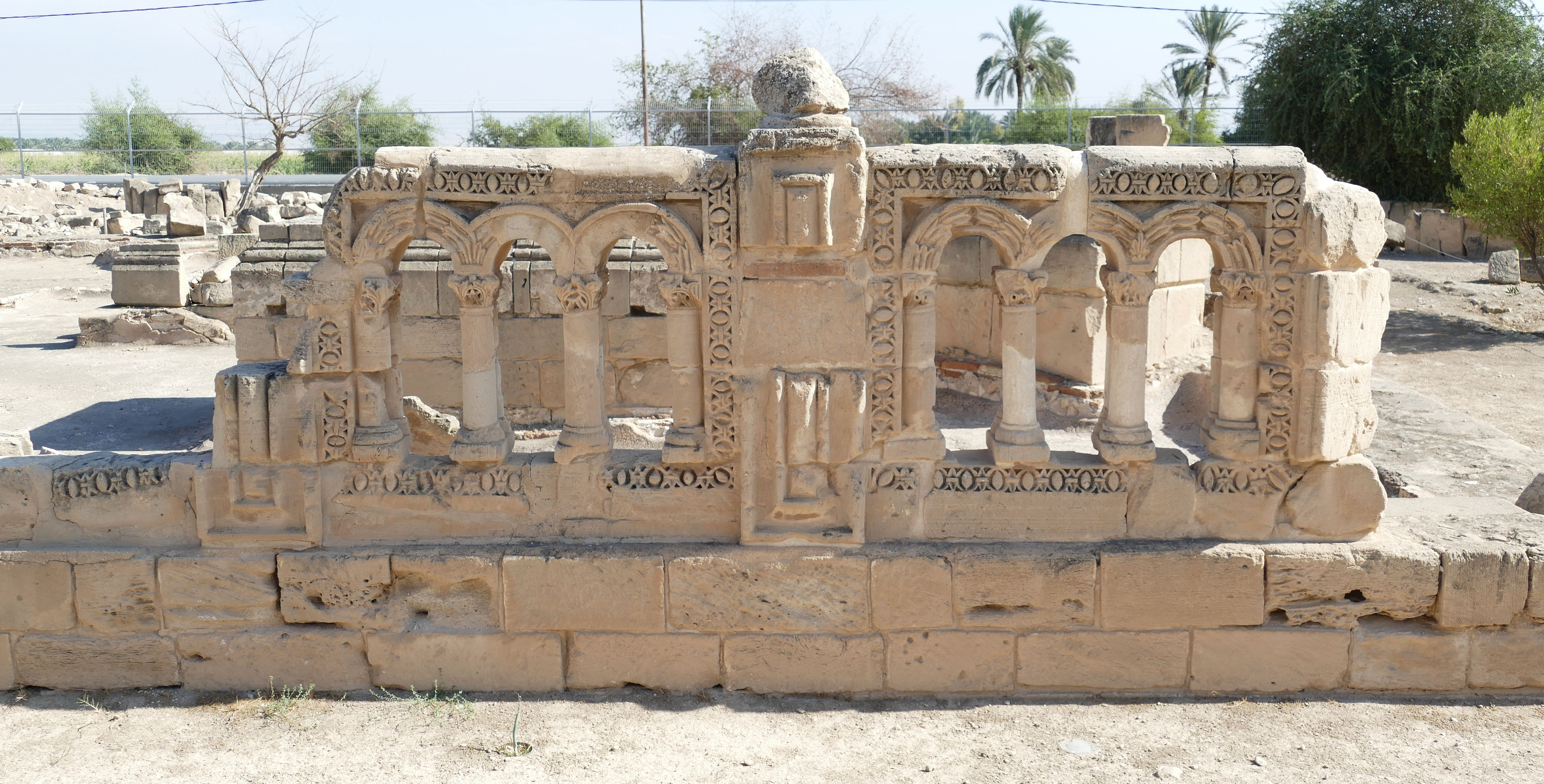

## Консервація
За даними Фонду глобальної спадщини (GHF) палац Гішама з 2010 р. є одним із 12 об’єктів всесвітньої спадщини, які перебувають найбільше «на межі» непоправної втрати та руйнування. 
Х. Таха, директор відділу старожитностей, опублікував звіти щодо збереження цього та інших місць у регіоні Єрихон. 
У 2021 р. завершена реставрація мозаїчної підлоги банного комплексу площею 835 квадратних метрів, вартістю 12 мільйонів доларів США та за фінансування з Японії, з куполоподібним навісом, який захищає мозаїки, який спроєктувало й виконало японське архітектурне бюро. Мозаїками можна милуватися з підвішених над підлогою доріжок. 

## Туризм
Палац Гішама є одним із найважливіших ісламських пам'яток у Палестині та є головною визначною пам'яткою як для відвідувачів. 
У 2010 році, згідно з даними, зібраними Палестинським міністерством туризму та старожитностей, сайт отримав 43 455 відвідувачів. Палац є звичайним місцем екскурсії для палестинських школярів. Іноземні гості, які в’їжджають до Палестини через сусідній міст Алленбі, часто своєю першою зупинкою роблять палац Гішама. 
Це місце відвідували іноземні високопоставлені особи, а в 2012 році там було знято постановку «Річарда II» Шекспіра. 

## Дивіться також
- Замки пустелі

## Подальше читання
- Бер, Єва. «Хірбат аль-Мафджар». Енциклопедія ісламу 2-е вид.
- Блісс, Ф. Дж.[en] (1894) «Записки на рівнині Єрихону». Квартальний звіт Палестинського фонду дослідження . 175–183.
- Бахарах, Джере[en] . (1996) «Будівельна діяльність Марванідів Омейядів: припущення щодо меценатства». Muqarnas Vol. 13: 27–44.
- Гамільтон, Роберт В. (1959) Khirbat al-Mafjar: An Arabian Mansion in the Jordan Valley Oxford: Oxford UP.
- Гамільтон, Роберт В. (1988) Walid and his Friends: An Umayyad Tragedy Oxford: Oxford UP.
- Сучек, Прісцилла. (1993) «Трон Соломона/Купальня Соломона: модель чи метафора». Ars Orientalis Vol. 23: 109–134.
- Таха, Хамдан. (2005) «Реконструкція палацу Хішама в Єрихоні». у F. Maniscalco ed. Tutela, Conservazione e Valorizzazione del Patrimonio Culturale della Palestina. Неаполь. 179–188.
- Тараган, Хана. (2003) «Перетворений атлас – інтерпретація «допоміжних фігур» у палаці Омейядів у Хірбат аль-Мафджарі». Схід і Захід Vol. 53: 9–29.
- Віткомб, Дональд. (1988) «Переглянуто Хірбат аль-Мафджар: керамічні докази». Бюлетень американських шкіл сходознавства 271: 51–67.
- Вітком, Дональд і Таха, Хамдан. (2013) "Хірбат аль-Мафджар та його місце в археологічній спадщині Палестини" Журнал археології Східного Середземномор'я та досліджень спадщини 1(1): 54–65.
- Вітком, Дональд і Таха, Хамдан. (2014) Мозаїки палацу Хірбет-ель-Маф'яр Хішам

## Зовнішні посилання
- Проект Єрихо Маф'яр
- Khirbat al-Mafjar в ArchNet.
- Дослідіть палац Хішама за допомогою Google Earth у мережі Global Heritage Network
- Dimitri Baramki: Discovering Qasr Hisham, by Donald Whitcomb, 2014, Jerusalem Quarterly, Institute for Palestine Studies
- Фотографії Хірбат аль-Мафджар у фотоархіві Манар аль-Атар